# Municipio de Xoxocotla (Veracruz)
El municipio de Xoxocotla se encuentra ubicado en la zona centro del estado de Veracruz, es uno de los 212 municipios de la entidad. Su cabecera es la población de mismo nombre.

## Geografía
El municipio de Xoxocotla se encuentra localizado en el centro del estado en la región denominada como de las Grandes Montañas. Tiene una extensión territorial de 37.398 kilómetros cuadrados que equivalen al 0.05% del territorio veracruzano. Sus coordenadas geográficas extremas son 18° 36' - 18° 40' de latitud norte y 97° 08' - 97° 14' de longitud oeste y su territorio, surcado por montanas, tiene una altitud de 2 700 a 2 100 metros sobre el nivel del mar.
Limita al noroeste con el municipio de Soledad Atzompa, al norte con el municipio de Atlahuilco y al este con el municipio de Tlaquilpa. Al sur y suroeste limita con el estado de Puebla, específicamente con el municipio de Vicente Guerrero.

## Política
El gobierno del municipio le corresponde a su ayuntamiento, conformado por el presidente municipal, un síndico y un regidores. Todos son electos mediante sufragio universal, directo y secreto para un periodo de cuatro años reelegibles por un único periodo adicional.

### Representación legislativa
Para la elección de diputados locales al Congreso de Veracruz y de diputados federales a la Cámara de Diputados federal, el municipio de Xocotla se encuentra integrado en los siguientes distritos electorales:
Local:
- Distrito electoral local de 22 de Veracruz con cabecera en Zongolica.[4]

Federal:
- Distrito electoral federal 18 de Veracruz con cabecera en Zongolica.[5]